# الغبية التحتا (حيفا)

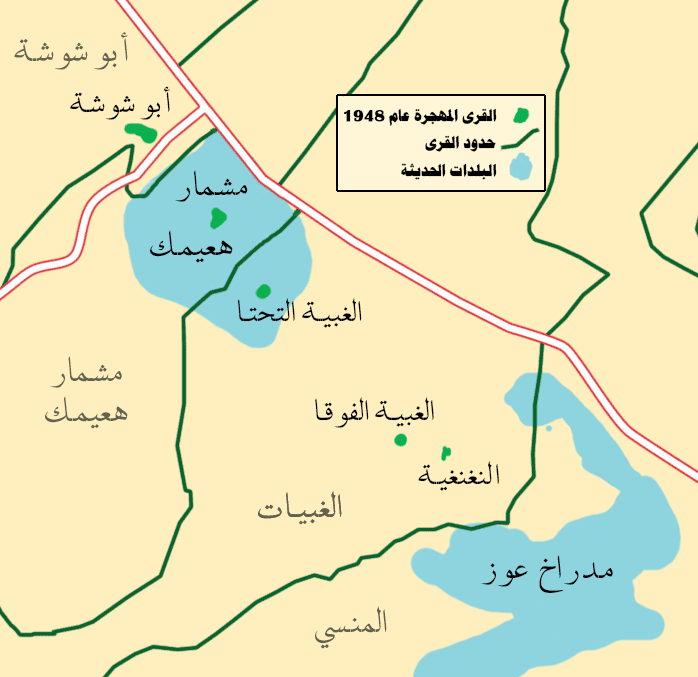
القرى المهجرة عام 1948

الغبية التحتا إحدى قرى فلسطين المهجرة بعد حرب 1948.
يوجد ثلاث قرى عربية صغيرة، تضم الغبية التحتا والغبية الفوقا والنغنغية، ويطلق عليها الغابة الفوقا والغابة التحتا أيضاً.
تقع الغبيات جنوبي شرق مدينة حيفا. أما النغنغية، أكبر هذه القرى، فتقع في شرق المجموعة، كما تقع الغابة الفوقا في غربها على بعد 200م، والغابة التحتا في شمالها الغربي على بعد نحو كيلومتر واحد. وتبعد  الغبية التحتا 24 كم عن مدينة حيفا، في حين تبعد النغنغية والغبية الفوقا نحو 25 كم، وتصل المسافة بين طريق حيفا – جنين المعبدة والقرى الثلاث من 0.75 – 1كم.
أقيمت الغبيات في الطرف الشرقي لجبل الكرمل، قرب الطرف الغربي لمرج ابن عامر، وقد بنيت  النغنغية والغابة التحتا فوق سفح يتجه نحو الشمال، وترتفع الأولى 160 م فوق سطح البحر، والثانية 100م. وأنشئت الغابة الفوقا فوق قمة تل يرتفع 175م فوق سطح البحر.
تشتهر الغبيات بكثرة ينابيعها، وكلها تقع في مرج ابن عامر في شمال أو شمال شرق النغنمية، ومن الينابيع الواقعة في شمالها: عيون طريمة، وعيون الجوارير، وعين الزخرة. أما العيون الواقعة في شمالها الشرقي فهي: عيون الفخيخيرة وعين البواطي، وعيون الفرت، وعين العليق، وعين باشا.
وتشبه الغابة التحتا في شكلها العام المستطيل الممتد من الشمال الشرقي إلى الجنوب الغربي، في حين تشبه الغابة الفوقا المربع.
مساحة أراضي الغبيات 12139 دونماً. ويقع أربعة أخماسها في مرج ابن عامر، والباقي في جبل الكرمل. وقد قام اقتصاد الغبيات على الزراعة وتربية المواشي، وأهم المزروعات الحبوب بأنواعها، وزرعت الأشجار المثمرة في مساحة ضيقة، وخاصة في شمال النغنغية وحولها.
كان في الغبيات 393 نسمة من الغرب في عام 1922، منهم 372 نسمة في النغنغية، و80 نسمة في الغبية التحتا، و41 نسمة في الغبية الفوقا. وارتفع العدد إلى 616 نسمة في عام 1931، منهم 416 نسمة في النغنغية، و200 نسمة في الغبية التحتا. أما الغبية الفوقا فكانت أقل أهمية، وضمت فيما بعد إلى القريتين. وأصبح العدد 693 نسمة في عام 1938، منهم 468 نسمة في النغنغية، و225 في الغبية التحتا. وفي عام 1945 كان في القرى الثلاث 1.130 نسمة. شردت العصابات الصهيونية سكان هذه القرى العربية، ودمرتها.
الغيبه التحتا  قرية فلسطينية مهجّرة، تقع الغيبات جنوبي شرق مدينة حيفا. أما النغنغية، أكبر هذه القرى، فتقع في شرق المجموعة، كما تقع الغابة الفوقا في غربها على بعد 200م، والغابة التحتا في شمالها الغربي على بعد نحو كيلومتر واحد. وتبعد  الغبية التحتا 24 كم عن مدينة حيفا، في حين تبعد النغنغية والغبية الفوقا نحو 25 كم، وتصل المسافة بين طريق حيفا – جنين المعبدة والقرى الثلاث من 0.75 – 1كم. كان في الغبيات 393 نسمة من الغرب في عام 1922، منهم 372 نسمة في النغنغية، و80 نسمة في الغبية التحتا، و41 نسمة في الغبية الفوقا. وارتفع العدد إلى 616 نسمة في عام 1931، منهم 416 نسمة في النغنغية، و200 نسمة في الغبية التحتا. أما الغبية الفوقا فكانت أقل أهمية، وضمت فيما بعد إلى القريتين. وأصبح العدد 693 نسمة في عام 1938، منهم 468 نسمة في النغنغية، و225 في الغبية التحتا. وفي عام 1945 كان في القرى الثلاث 1.130 نسمة.

## الحياة الإجتماعية في القرية
شهر رمضان في القرية : كان المسحّر "أحمد الجمل، " يردد عبارة  "يا غافل وحد الله لا اله الا الله محمد رسول الله، يا نايم وحد الله لا اله الا الله محمد رسول الله ".  كان أهل القرية يصلوا التراويح جماعة وكان الافطار على الأذان، كانت تشيع العزائم بكثرة بين أهل القرية.كانت  تبقى ابواب المنازل مفتوحة طيلة شهر رمضان.
العيد في  القرية : كانت تتم صلاة العيد في المسجد ، ومن ثم تتم الزيارات بين الاقارب وبين اهل القرية.
أعراس أهل القرية كانت التعليلة لمدة سبعة ليلالي .
المولد النبوي في القرية، كان ينزل مجموعة من شباب أهل القرية لاحياء المولد النبوي في عكا
 لم يكن هناك أي مدرسة في الغبية التحتا ،انما كان خطيب المسجد هو الذي يعلم أبناء القرية وهو الشيخ محمود العبورة من أم الفحم ،ثم أتى من بعده الشيخ العروري.
كانت القرى الثلاث تتصل بعدد من مصادر المياه, تربية المواشي وعلى الزراعة وكانت الحبوب المحاصيل الأساسية. في 1944\ 1945, كان ما مجموعه 10883 دونما من أراضي القرى الثلاث مخصصا للحبوب, و 209 دونمات مروية أو مستخدمة للبساتين, وكان ثمة عدد من الخرب في أراضيها, يحتوي على أدوات أثرية كقطع الخزف والحجارة ومعصرة للزيتون. وكان أقرب موقع أثري إليها هو تل أبو شوشة ( 163224) أنظر أبو شوشة, قضاء حيفا).

## وصلات خارجية
- موقع فلسطين في الذاكرة